# Bisaltas
Bisaltas (em grego clássico: Βισάλται; romaniz.: Bisáltai foram um povo trácio do baixo rio Estrimão, e deram o seu nome à região de Bisálcia, um distrito entre Anfípolis e Heracleia Síntica (a moderna cidade de Zervokhori) ao leste e Crestonice ao oeste. Eles também fizeram território nas penínsulas de Acte e Palene no sul, depois do rio Nesto no leste, e também invadiram a Cardia.
Sob um reino separado na época das Guerras Persas, eles foram anexados por Alexandre I (498 a.C. - 454 a.C.) pelo Reino da Macedônia. Na divisão da Macedônia em quatro distritos pelos romanos depois da batalha de Pidna (168). Os bisaltas foram incluídos na Macedonia Prima. Seu reino era rico em figos, vinhos e oliveiras; As minas de prata na região montanhosa de Disoro trouxeram um Talento por dia para seu conquistador Alexandre. Os bisaltas são mencionados por Virgílio em conexão com o tratamento de doenças de ovelhas. O fato de seu epônimo ser reconhecido como filho de Hélio com Gaia apontam um povoado bem antigo no distrito.